# Ешенц
Ешенц (нім. Eschenz) — громада  в Швейцарії в кантоні Тургау, округ Фрауенфельд.

## Географія
Громада розташована на відстані близько 135 км на північний схід від Берна, 11 км на північ від Фрауенфельда.
Ешенц має площу 12 км², з яких на 10,4% дозволяється будівництво (житлове та будівництво доріг), 52% використовуються в сільськогосподарських цілях, 36,5% зайнято лісами, 1,1% не є продуктивними (річки, льодовики або гори).

## Демографія
2019 року в громаді мешкало 1832 особи (+9,8% порівняно з 2010 роком), іноземців було 19,8%. Густота населення становила 153 осіб/км².
За віковим діапазоном населення розподілялося таким чином: 19,4% — особи молодші 20 років, 60% — особи у віці 20—64 років, 20,5% — особи у віці 65 років та старші. Було 759 помешкань (у середньому 2,4 особи в помешканні).
Із загальної кількості 600 працюючих 81 був зайнятий в первинному секторі, 204 — в обробній промисловості, 315 — в галузі послуг.